# Renaud Malinconi
Renaud Malinconi, né le 9 juillet 1975 à Albi (Tarn), est un pilote automobile français.

## Biographie

### Carrière de pilote

#### Jeunesse et première partie de carrière
Renaud Malinconi découvre le sport automobile par le biais du karting en 1986. Les premières compétitions auxquelles il prend part deviennent plus fréquentes à partir de 1987.
En 1994, la FFSA lui octroie une bourse pour effectuer une école de pilotage. C'est vers l’école de pilotage Elf Windfield du Circuit Paul-Ricard au Castellet qu'il se tourne. À l'issue des sélections et devant plus de 80 participants, il remporte le Volant Elf et intègre la section Sport Études de la Filière Elf au Mans.
En 1995, il remporte le titre de Champion de France de Formule Renault Elf Campus avec le record de victoires, et succède à Sébastien Philippe et Franck Montagny au palmarès du championnat.
En marge de la saison 1995, il participe à la course internationale de Zuhai et à la course de fin saison à Macao, véritable championnat du monde, dont il finit 4e.
Conservé par le pétrolier Elf pour la saison 1996 en Formule Renault, il effectue une saison en demi-teinte, émaillée par des problèmes techniques à répétition.
En 1995 et 1996, il participe aux Elf Masters de karting à Bercy. Il remplace le pilote de Formule 1 Michael Schumacher pour l'édition 1995.
En 1997, il intègre l'équipe Norma Auto Concept YACCO, toujours en Formule Renault et termine premier pilote privé du championnat derrière les pilotes Elf.
Passé en F3 avec l'équipe TCS pour la saison 1998, il doit renoncer avant même la première course à cause du désistement du partenaire principal PPG. Il se recentre sur le championnat Européen Renault Sport Spider Trophy avec l'équipe DG Racing de Daniel Gache. Il effectue également la deuxième partie de saison dans le championnat de France de Formule Renault au volant d'une Tatuus de l'équipe TCS enchaînant les pôle positions, victoires et podiums.
À court de budget en 2000, il effectue une saison dans le championnat de France de Caterham au sein du team DG Racing de Daniel Gache, et décroche la 4e place finale,.
Le pilote albigeois met un terme à sa carrière en 2000, en montant une dernière fois sur le podium du 58e Grand Prix d'Albi.

#### Retour à la compétition en 2015
De retour à la compétition en 2015 dans le challenge V de V Endurance séries après 15 ans d'absence derrière un volant, il surprend en obtenant la pole position[réf. souhaitée] lors de la première course à Barcelone.
En 2016, il devient vice champion d'Europe, de la catégorie Proto Funyo, avec le record de podiums.
En 2017, il est une nouvelle fois engagé dans le championnat Européen V de V au volant d'un Proto Funyo. Il devient pour la deuxième année consécutive Vice-Champion d'Europe avec 11 victoires et 5 pole positions (records).
En 2018, Renaud Malinconi évolue à bord d'une Seat León TCR engagée dans le championnat Trophée Tourisme Endurance.
Pour la saison 2019, Renaud Malinconi officialise sa participation en championnat de France des circuits dans la catégorie Prototypes à bord d'une Funyo SP05.
En 2020, il est vice champion national GT4 endurance avec le team Kworx à bord d'une Ginetta G55 GT4.
En 2022, il continue dans le championnat d'endurance GT TTE Pirelli Series avec le team Kworx.
En 2024, après une année sabbatique due à une absence d'équipe et de matériel, Malinconi est de retour en compétition au sein de la Coupe de France FFSA des Circuits, au volant d'un prototype fermé, construit par la société haute-garonnaise JAD Automotive,.
Depuis 2015, Renaud Malinconi est classé pilote Silver par la FIA.

### Autres activités
Renaud Malinconi a également participé aux tournages des films Taxi 1 et Taxi 2 en tant que conducteur de précision,.
En janvier 2019, Renaud Malinconi, qui détient déjà une agence web, lance la plateforme de web tv Sport auto TV, consacrée au sport automobile.